# Tibouchina tortuosa
La Konipotei (Tibouchina tortuosa) es una especie de planta fanerógama perteneciente a la familia Melastomataceae.

## Descripción
Son hierbas sufruticosas o arbustos delgados que alcanzan un tamaño de 0.5-1.5 m de altura; ramitas redondeado-cuadradas en corte transversal; ramitas y pecíolos moderadamente cubiertos con tricomas 1-4 mm, simples, adpresos. Hojas de 2.9-9 × 1-3.4 cm, elípticas a elíptico-lanceoladas, 3-5-nervias, el haz moderadamente estrigoso, el envés moderadamente cubierto con tricomas lisos, adpresos, en las nervaduras primarias y entre éstas, la base aguda, los márgenes inconspicuamente ciliado-serrulados, el ápice acuminado. Pedicelos 2-4 mm; bractéolas 3-6(-10) mm, angostamente elípticas a oblongo, escasamente estrigosas en ambas superficies, caducas. Flores 5-meras. Hipanto en el fruto 6-7 × 4-5 mm, subcilíndrico a suburceolado, moderadamente cubierto con tricomas 0.5-2 mm, lisos, adpresos a antrorsamente patentes; lobos del cáliz 5-8 mm, oblanceolados a linear-espatulados, escasamente cubiertos con algunos tricomas simples en ambas superficies. Pétalos 10-15 × 11 mm, glabros excepto por los márgenes glandular-ciliolados (en parte), lavanda. Estambres dimorfos; anteras grandes 3.5-6 mm, púrpura-rojizo, el conectivo prolongado 1.5-3.5 mm, el apéndice 0.5-1 mm, amarillo; anteras pequeñas 2-5.5 mm, amarillas, el conectivo prolongado 0.25-0.5 m, el apéndice 0.25-0.5 mm, amarillo. Ovario 5-locular. Semillas 0.25-0.5 mm.

## Distribución y hábitat
Se encuentra en lugares alterados, orillas de bosques. a una altitud de 1100-1600 metros en el oeste de México [Guerrero, Hidalgo, Edo. México, Michoacán, Morelos, Oaxaca, Puebla, Querétaro, Veracruz, Mesoamérica.

## Propiedades
En Puebla, se utiliza en la medicina tradicional para quitar el dolor de estómago, se toma un cocimiento preparado con konipotei más hierba dulce (Lippia dulcis), gobernadora (Lantana camara), estafiate (Artemisia ludoviciana var. mexicana), sauco (Sambucus mexicana), tochomite (Hamelia patens), ruda (Ruta chalepensis), katibe (Trichilia havanensis), tomate (Physalis aequata) y epazote de zorrillo (Dysphania graveolens).
Los otomíes emplean el konipotei para curar el mal de ojo, denominado yiato en su lengua; es una afección que se manifiesta por tener los ojos irritados o infectados; puede deberse al calor, a mojarse la cara con agua fría cuando se está acalorando o por no dormir varias noches; como consecuencia de esto, salen chinguiñas y duele la cabeza, los recién nacidos lloran por los dolores; el tratamiento consiste en aplicar, a manera de gotas, el jugo que se obtiene de las hojas al restregarlas en crudo.

## Taxonomía
Tibouchina tortuosa fue descrita por (Bonpl.) Almeda  y publicado en Novon 15(4): 517–518. 2005.
Sinonimia
- Chaetogastra tortuosa (Bonpl.) DC.
- Oerocosmus tortuosa (Bonpl.) Naudin
- Oreocosmus tortuosus (Bonpl.) Naudin
- Osbeckia tortuosa (Bonpl.) Spreng.
- Pleroma mexicanum DC.
- Rhexia tortuosa Bonpl.
- Tibouchina mexicana Cogn.[4]